# چیار یاکی (موکگوا-پونو)
چیار یاکی (به اسپانیایی: Ch'iyar Jaqhi) یک کوه در پرو است که در منطقه موکگوا واقع شده‌است. چیار یاکی ۵٬۰۰۰ متر بالاتر از سطح دریا واقع شده‌است.